# Ectrosiopsis
Ectrosiopsis és un gènere de plantes de la subfamília de les cloridòidies, família de les poàcies, ordre de les poals, subclasse de les commelínides, classe de les liliòpsides, divisió dels magnoliofitins.

## Taxonomia
- Ectrosiopsis aruensis Jansen
- Ectrosiopsis curvifolia Jansen
- Ectrosiopsis lasioclada (Merr.) Jansen
- Ectrosiopsis subaristata (Chase) Jansen
- Ectrosiopsis subtriflora (Ohwi) Ohwi